# Riutunkari
Riutunkari är klippor i Finland.   De ligger i landskapet Norra Österbotten, i den centrala delen av landet, 500 km norr om huvudstaden Helsingfors.
Terrängen runt Riutunkari är mycket platt. Havet är nära Riutunkari åt nordväst. Runt Riutunkari är det ganska tätbefolkat, med 54 invånare per kvadratkilometer. Närmaste större samhälle är Uleåborg, 12,6 km öster om Riutunkari. 